# Propagande dans la Rome d'Auguste
Cet article présente les différentes formes de propagande employées par l'empereur de Rome Auguste lors de son ascension au pouvoir, au Ier siècle av. J.-C.

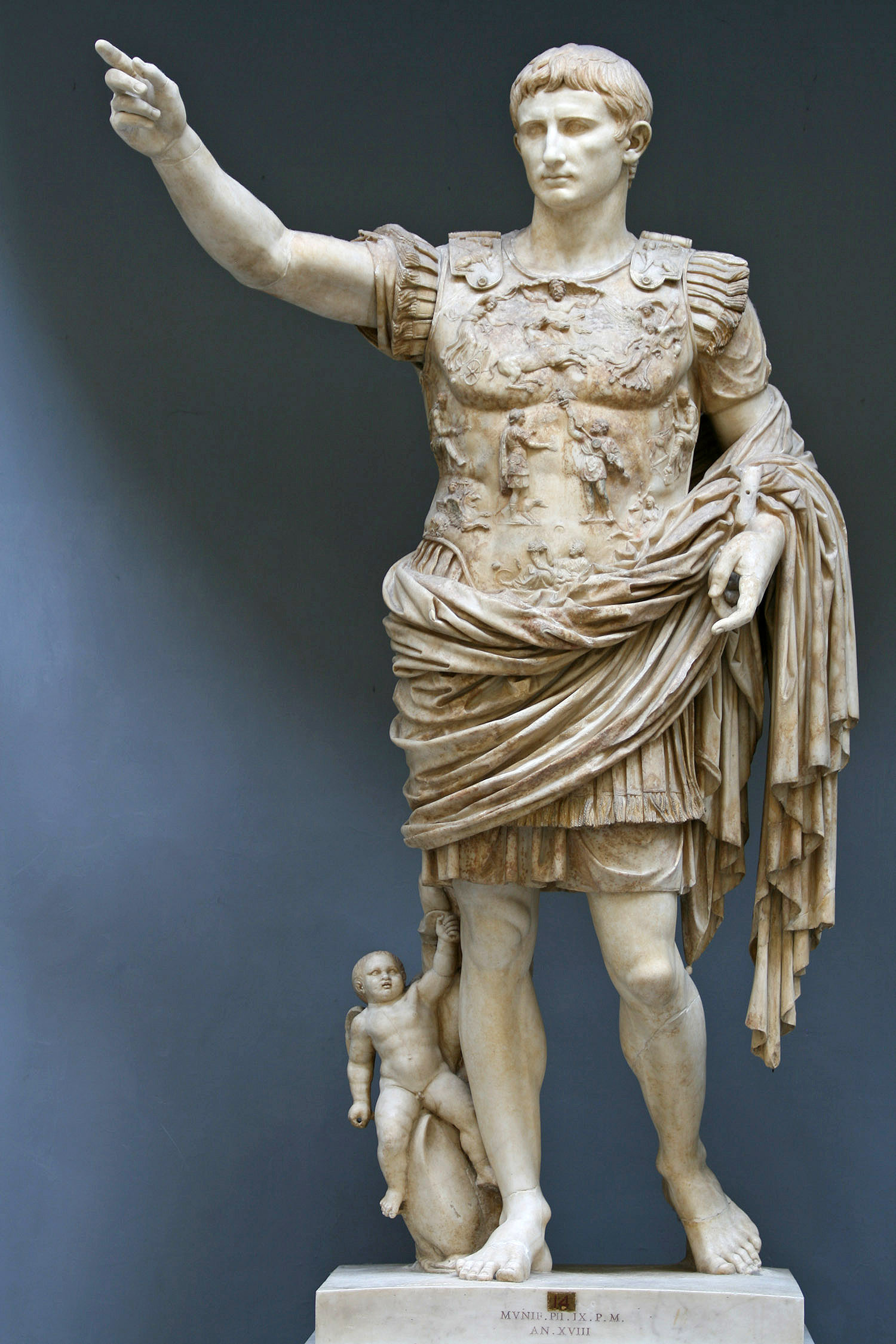
Statue du Ier siècle représentant l'empereur Auguste, dite Auguste de Prima Porta.

Auguste s'est forgé une image d'exécuteur de la Pax Romana (paix romaine), à travers diverses formes d'œuvres d'art et de littérature, par ailleurs, on a également appelé la période de son règne Pax Augusta. Il peut être perçu comme un personnage historique important qui a su utiliser efficacement la propagande afin créer et maintenir son principat. Les différents types de propagande d'Auguste ciblaient tous les aspects de la société romaine; de l'art et l'architecture (pour faire appel à la population), à la monnaie (pour se représenter aux masses), en passant par la littérature, notamment la poésie et l'histoire, (à l'intention des classes supérieures et aisées) afin d'exercer le pouvoir et de maintenir Paix et prospérité.
La propagande n'existait pas seulement sous la forme de média, en effet, la famille d'Auguste, les femmes en particulier, jouaient un rôle central pour l'aider à maintenir le principat; et ce, en agissant comme des citoyens romains exemplaires. De plus, l'une de ses filles, Julia l'Ancienne, a été indispensable pour solidifier la lignée d'Auguste dans la future génération dirigeante, en assurant la bonne continuation de l'héritage d'Auguste.
Ainsi, par la diversité des méthodes de propagande, Auguste a pu dominer les secteurs public et privé de la vie quotidienne romaine. Des preuves archéologiques et des travaux universitaires démontrent l'efficacité de la propagande d'Auguste. L'image qu'Auguste souhaitait renvoyer était celle d'une idole, dans tous les aspects romains, tant comme général aux triomphes réussis, que comme chef religieux fiable, en renforçant son ascendance divine julienne. Et, plus important encore, Cette image rassurante d'Auguste visait à stabiliser Rome des conflits civils comme il y en avait eu avant son arrivée au pouvoir  